# Yeum Hye-seon
Yeum Hye-seon (Mokpo, Jeolla del Sur, 3 de febrero de 1991) es una jugadora profesional del voleibol interior, miembro de la Selección femenina de voleibol de Corea del Sur desde 2014. Su posición es armadora.
Participó por primera vez en el equipo nacional en la World Grand Prix de la FIVB de 2014.

## Trayectoria
Comenzó a jugar voleibol durante las vacaciones de invierno de la escuela primaria Mokpo Hadang. Sus padres, que habían estado jugando voleibol durante sus años escolares, sabían que no le gustaba el judo y lo alentaron a jugar voleibol. Cuando estaba en quinto grado, estaba interesada en el voleibol, ocupando el tercer lugar en el juego de niños donde salió por primera vez. En la escuela secundaria, ser armadora fue duro y experimentó ser atacante por un tiempo, pero finalmente regresó a ser armadora después de darse cuenta de que ser armadora era una buena opción para ella.
En la escuela secundaria, la Escuela Secundaria Comercial de Niñas Mokpo ganó la Copa CBS y los Campeonatos Presidenciales y ganó el segundo lugar, lo que la llevó a ser seleccionada para el Equipo de Voleibol Femenino de la Copa Mundial 2007.  En ese momento, la selección de representantes nacionales de Yeom Hye-seon no tenía precedentes, que era el jugador nacional más joven desde que Kim fue seleccionada en 1973 cuando estaba en el primer año de la escuela secundaria masculina de Busan. 
Yeom Hye-seon fue el único jugador en el draft novato en el momento que tenía experiencia en el equipo nacional y fue la primera ronda en la primera ronda antes de que se llevara a cabo el draft. Mientras se realizaba el Nuevo Draft de NH Nonghyup 2008-2009 V-League, Hyundai E&C fue nombrado como Suwon Hyundai E&C Green Fox. Tan pronto como se unió al club, le quitó la titular a la armadora principal y se apoderó del lugar, pero su equipo no pudo avanzar a los playoffs debido al trabajo de lanzamiento incómodo debido a la falta de experiencia en el equipo profesional.
Sin embargo, gracias a la impresionante actuación de Yeum, ganó 24 novatos del voto de prensa de 39 miembros en la ceremonia de premiación después de la temporada. Y ese año, cuando Kim Sa-nee se lesionó en la competencia de voleibol del World Grand Prix, se convirtió en un pilar.
Después de la temporada 2016-2017, obtuvo su estatus de Free Agent, pero sus negociaciones con su equipo, Suwon Hyundai E & C Hillstate, se rompieron y la transferencia al Hwaseong IBK Bank Altos se confirmó el 15 de mayo.
Después de la transferencia, jugó como armadora titular, pero fue rechazada cuando Lee Na-yeon se unió al intercambio. Luego, fue transferida a GS Caltex Seoul KIXX, quien fue designado como jugador de compensación para Seung-joo, quien había adquirido un agente libre después de la temporada 2018-19.
En mayo de 2019, el centro Hansoo se mudó a GS Caltex Seoul KIXX y realizó un intercambio de dos a uno con el centro Lee Young-dong a Daejeon KGC Ginseng Corporation.